# Елізабет Наджеле
Елізабет Наджеле (нім. Elisabeth Nagele; 12 червня 1933, Томільс, Швейцарія) — швейцарська саночниця, яка виступала в санному спорті на професіональному рівні в 60-х роках 20 століття. Найуспішна саночниця країни, як учасник зимових Олімпійських ігор здобула зайняла 12 місце в 1964 році в одиночних змаганнях, але найбільший її успіх відбувся на «домашньому» чемпіонаті світу в 1961 році, коли їй підкорилась вершина п'єдесталу пошани. Наприкінці 1980-х років, вона стала делегатом Міжнародної федерації Санного спорту (FIL).